# Traces of Sadness (Live in Estonia)
Traces of Sadness (Live in Estonia) é um álbum de vídeo da banda estoniana Vanilla Ninja. O álbum foi lançado em DVD em 2004 pela Bros Music, e no Brasil em 2005 pela Hellion Records. O DVD contém um show gravado na Estónia, e videoclipes de Tough Enough, Don't Go Too Fast, Liar e When The Indians Cry.

## Lista de faixas
Live in Estonia
1. "Tough Enough"
2. "Stay"
3. "Looking For A Hero"
4. "Wherever"
5. "Drum Solo"
6. "Liar"
7. "Heartless"
8. "Traces Of Sadness"
9. "Don’t You Realize"
10. "When The Indians Cry"
11. "Don’t Go Too Fast"
12. "Metal Queen"
13. "Pie Jesu"
14. "Tough Enough"
15. "Don't Go Too Fast"

Videoclipes
1. "Tough Enough"
2. "Don't Go Too Fast"
3. "Liar"
4. "When The Indians Cry"
5. "Making Of"